# Eccoptomera garretti
Eccoptomera garretti är en tvåvingeart som beskrevs av Gill 1962. Eccoptomera garretti ingår i släktet Eccoptomera och familjen myllflugor.
Artens utbredningsområde är Kalifornien. Inga underarter finns listade i Catalogue of Life.